# 小江紘司
小江 紘司（おえ こうじ、1944年2月23日 - ）は、日本の経営者、工学博士。DIC社長、会長を務めた。福岡県北九州市出身。

## 経歴・人物
1969年に九州大学大学院工学研究科を修了し、1970年に九州大学生産科学研究所に入所。1981年3月に大日本インキ化学工業に転じ、2000年6月に取締役に就任し、2002年6月に常務、2003年6月に専務を経て、2004年6月に社長に就任。2009年4月には会長に就任。